# Hiroaki Zakoji
Hiroaki Zakoji (座光寺公明?; Tōkyō, 20 gennaio 1958 – Tōkyō, 29 gennaio 1987) è stato un compositore giapponese.

## Biografia
Cresciuto in Hokkaidō, studiò composizione con Masanobu Kimura quando era ancora uno studente alla scuola media superiore in Hokkaido. Studiò nell'Istituto d'Arte della Nihon University a Tōkyō, dove studiò composizione con Kiyohiko Kijima e pianoforte con Midori Matsuya. Studiò inoltre composizione con Roh Ogura a Kamakura.
Nel 1982 organizzò il Tōkyō Shin-Wagaku Consort dove furono regolarmente eseguite sue musiche, assieme a quelle di altri giovani compositori. Nel 1985 fu invitato a esibirsi all'IGNM (Internationale Gesellschaft für Neue Musik) a Basilea. Nell'aprile 1986 ritornò a Basilea dove compose ed eseguì il brano “Piano Piece III”. Viaggiò anche in Spagna e in Danimarca, dove scrisse un saggio per una rivista di musica. I brani "Composition II" (Op.11) e "Composition" III (Op.13) furono trasmessi da una stazione radiofonica spagnola. Nel giugno 1986 fu uno dei finalisti nella Buddhist International Music Competition (Concorso Internazionale di Musica Buddista) a Tōkyō, ed il suo brano “Continuum” (Op. 18) fu eseguito per la prima volta dalla Tokyo Simphony Orchestra. Morì solo pochi giorni dopo il suo ventinovesimo compleanno per un grave arresto cardiaco.
Nella sua breve vita durata 29 anni, ha lasciato 38 opere.
Il compositore James Stevens ha scritto, "... il suo lavoro è unico perché, malgrado il suo stile essenzialmente contemporaneo, non deve nulla ad alcuna bizzarria o moda e così si pone al di fuori della corrente dominante dei compositori contemporanei. Il suo materiale è il prodotto di uno squisito orecchio interno ed è stato trattato con integrità mozartiana. Incorpora anche i tradizionali concetti giapponesi: quindi fu capace di comporre con eguale prontezza per gruppi cameristici, orchestra sinfonica o strumenti tradizionali...."
Tutte le sue partiture ed alcuni nastri registrati sono conservati nel Centro di Documentazione di Musica Moderna Giapponese a Tōkyō.

## Opere

### Musica orchestrale
- Piccola Sinfonia per Archi, Op. 3 (1979)
- “Conversion” per Orchestra, Op. 7 (1980)
- “Meta Poliphony” per Orchestra, Op. 10 (1981)
- “Tied-Up Time” per Orchestra, Op. 32 (1982)
- “Time-Space Continuum”, Op. 18 (1982)- Sua performance: Buddhist Music International competition Tokyo 1986

### Concerti
- Concerto per Pianoforte, Op. 21 (1983)
- Concerto da Camera per Violoncello, Op. 29 a (1985)
- Concerto da Camera per Violoncello, Op.29 b (1985)

### Musica da camera
- Suonata per Flauto e Pianoforte, Op. 2 (1979)
- “AME-NO-UZUME”, Musica per Soprano Pianoforte 3 Percussioni e 7 Strumenti a Fiato, Op. 4 (1980)
- Sinfonia da Camera, Op. 5 (1980)
- Composizione I, per Quartetto di Archi, Op. 12 b (1981)
- Composizione III, “From Inside of Silente” (Flauto, Violino, Pianoforte),Op. 8 (1981)
- Quartetto di Archi, Op. 9 (1981)
- Quartetto di Archi, Op. 12 a (1981)
- Preludio e Fuga per Quartetto di Archi, Op. 12 b (1981)
- Composizione III, “KE”(Shakuhachi), Op. 13 (1981)
- “Time in the Time”, per due Marimbas, Op. 17 (1982)
- Preludio per Archi, Op. 20 (1982)
- Trio per Pianoforte, (Pianoforte, Flauto, Violino), Op. 23 (1983)
- Quintetto, (Flauto, Clarinetto, Violino, Violoncello, Pianoforte), Op. 24 (1983)
- Composizione V, Op. 26 (1983)
- Monodia, (Flauto, Pianoforte),Op. 31 (1985)
- Suite per Strumenti Tradizionali, (Traverso, Va.da.Gamba, Cembalo), Op. 34 (1986)
- Composizione VI, (Shakuhachi, Koto, Pianoforte), Op. 37 (1986)

### Musica per strumenti soli
- Composizione II, “MYO”, (Shakuhachi editino/Flauto edition), Op. 11 (1981)
- Composizione IV,”Holy Dance” (Assolo di percussioni), Op. 14 (1982)
- Variazioni per assolo di Violoncello, Op. 16 (1982)
- Mono- morphology I, “FUJYU”, (Assolo di Flauto/ Asoolo Shakuhachi), Op. 22 (1983)
- Mono- morphology II, (Assolo Chitarra), Op. 27 (1983)
- Pezzo per Pianoforte I, Op. 28 (1985)
- Pezzo per Pianoforte II, Op. 30 (1985)
- “AYA”,For Solo Koto, Op. 35 (1986)
- Mono-morphology III, per Solo Oboe, Op. 33 (1986)
- Pezzo per Pianoforte III, Op. 36 (1986)

### Musica corale e vocale
- Tre Canzoni, ambientazioni di poesia da Chuya Nakahara (Soprano Pianoforte) Op. 1 (1978)
- “Death and Smile”, (Baritono, Pianoforte), Op. 6 (1980)
- Due canzoni cantate da Prince Karu, (Ten, Pianoforte), Op. 15 (1982)
- “From the Abyss of Death” Poesia da Jun Takami, (Vocal, Pianoforte), Op. 19 (1982)
- “Celebration for the death”, (Orchestra e Coro), Op. 25 (1983)
- Invention (1985)